# Daniel Vasserot
Daniel Vasserot (* 1659 in Saint-Véran; † 1733) war ein französischer Industrieller. 

## Leben und Wirken
Vasserot gilt als einer der ersten Industriellen Frankreichs. Seine Ausbildung und seine ersten Versuche erlebte er in seiner Heimat. Als aber am 18. Oktober 1685 König Ludwig XIV. mit seinem Edikt von Fontainebleau das Edikt von Nantes widerrufen hatte, ging Vasserot ins Exil in die Schweiz. 
1691 gründete er dort zusammen mit seinem Schwager Daniel Fazy in Eaux-Vives die erste Baumwollspinnerei und -weberei. 1706 entstand in Pâquis die Firma „Antoine Fazy & Co.“

## Ehrungen
Die Rue de Vasserot in Bayonne und der Boulevard Vasserot in Saint-Tropez wurden ihm zu Ehren benannt. 